# Palacio del Acebrón
El palacio del Acebrón es un edificio situado en el municipio español de Almonte, en la provincia de Huelva, comunidad autónoma de Andalucía. Se encuentra ubicado en dentro del Parque nacional y natural de Doñana, junto al Charco del Acebrón, siendo utilizado como centro de visitantes.

## Historia
La construcción del palacio fue promovida por el aristócrata Luis Espinosa Fontdevila, descendiente de una familia de bodegueros de La Palma del Condado, que poseía gran parte de la finca «La Rocina» en la que se levantó el edificio. Aficionado a la caza, Espinosa decidió construir su propio palacio que le sirviera como residencia y pabellón de caza. De cara a la construcción no reparó en gastos, lo que acabaría consumiendo buena parte de su fortuna. Las obras concluyeron en 1961. Tras pasar por manos de la Empresa Nacional de Celulosas, en 1979 la finca y el palacio pasaron a ser de titularidad estatal. Actualmente, el edificio acoge un centro de visitantes y una exposición permanente.